# Черевчеї
Черевчеї — київський міщанський рід.

## Історія
Рід Черевчеїв уперше згадується в «Описі київського замку» за 1552 рік, де згадуються сини Івана Черевчея Єсько (Іосафат), Федько, Васько (Василь) — київський війт у 1550-і роки. З онукою Васька Черевчея був одружений В. Ходика.
1553 року в Михайлівському Золотоверхому монастирі був похований Іван Викгура (власник с. Вигурівщина на лівому березі Дніпра), що був чоловіком дочки Василя Черевчея, Агафії. Там само був похований і син Йосафата Черевчея Василь, який заповів монастирю Введенську ниву, що її сам успадкував від діда, Івана Черевчея.
Так званий «плац» Михайла Черевчея у 1634 році був розташований на вулиці Духівській, поряд з будинком А. Ширипи.
Двір іншого представника родини Черевчеїв, Стефана Радковича-Черевчея, 1641 року придбали кравці під цехову садибу (№ 315 на плані 1803 року).

## Джерело
- Попельницька О. Історична топографія київського Подолу XVII — початку XIX століття. — Київ: Стилос, 2003, С. 230. — ISBN 966-8518-03-9.